# 2014-es Formula–1 olasz nagydíj
Az olasz nagydíj volt a 2014-es Formula–1 világbajnokság tizenharmadik futama, amelyet 2014. szeptember 5. és szeptember 7. között rendeztek meg az olaszországi Autodromo Nazionale Monzán, Monzában.

## Szabadedzések

### Első szabadedzés
Az olasz nagydíj első szabadedzését szeptember 5-én, pénteken délelőtt tartották. Az edzésen egyedülálló módon 23 versenyző vett részt (a Force India három versenyzőt küldött a pályára, a két főállású pilótán kívül Daniel Juncadella is lehetőséget kapott), közülük először ült Formula–1-es autóba a spanyol Roberto Merhi.
| helyezés | versenyző           | csapat/motor         | elért idő | különbség | futott kör |
| -------- | ------------------- | -------------------- | --------- | --------- | ---------- |
| 1        | Lewis Hamilton      | Mercedes             | 1:26,187  | −         | 25         |
| 2        | Jenson Button       | McLaren-Mercedes     | 1:26,810  | +0,623    | 27         |
| 3        | Nico Rosberg        | Mercedes             | 1:26,995  | +0,808    | 26         |
| 4        | Fernando Alonso     | Ferrari              | 1:27,169  | +0,982    | 23         |
| 5        | Kevin Magnussen     | McLaren-Mercedes     | 1:27,228  | +1,041    | 30         |
| 6        | Sebastian Vettel    | Red Bull-Renault     | 1:27,271  | +1,084    | 27         |
| 7        | Kimi Räikkönen      | Ferrari              | 1:27,493  | +1,306    | 27         |
| 8        | Sergio Pérez        | Force India-Mercedes | 1:27,687  | +1,500    | 13         |
| 9        | Danyiil Kvjat       | Toro Rosso-Renault   | 1:27,741  | +1,554    | 33         |
| 10       | Nico Hülkenberg     | Force India-Mercedes | 1:28,112  | +1,925    | 23         |
| 11       | Esteban Gutiérrez   | Sauber-Ferrari       | 1:28,114  | +1,927    | 21         |
| 12       | Valtteri Bottas     | Williams-Mercedes    | 1:28,148  | +1,961    | 20         |
| 13       | Felipe Massa        | Williams-Mercedes    | 1:28,150  | +1,963    | 21         |
| 14       | Jean-Éric Vergne    | Toro Rosso-Renault   | 1:28,300  | +2,113    | 30         |
| 15       | Giedo van der Garde | Sauber-Ferrari       | 1:28,429  | +2,242    | 19         |
| 16       | Daniel Ricciardo    | Red Bull-Renault     | 1:28,487  | +2,300    | 12         |
| 17       | Daniel Juncadella   | Force India-Mercedes | 1:29,192  | +3,005    | 10         |
| 18       | Pastor Maldonado    | Lotus-Renault        | 1:29,512  | +3,325    | 24         |
| 19       | Max Chilton         | Marussia-Ferrari     | 1:30,017  | +3,830    | 25         |
| 20       | Jules Bianchi       | Marussia-Ferrari     | 1:30,081  | +3,894    | 27         |
| 21       | Charles Pic         | Lotus-Renault        | 1:30,125  | +3,938    | 23         |
| 22       | Roberto Merhi       | Caterham-Renault     | 1:30,704  | +4,517    | 29         |
| 23       | Marcus Ericsson     | Caterham-Renault     | 1:30,948  | +4,761    | 16         |

### Második szabadedzés
Az olasz nagydíj második szabadedzését szeptember 5-én, pénteken délután tartották.
| helyezés | versenyző         | csapat/motor         | elért idő | különbség | futott kör |
| -------- | ----------------- | -------------------- | --------- | --------- | ---------- |
| 1        | Nico Rosberg      | Mercedes             | 1:26,225  | −         | 41         |
| 2        | Lewis Hamilton    | Mercedes             | 1:26,286  | +0,061    | 16         |
| 3        | Kimi Räikkönen    | Ferrari              | 1:26,331  | +0,106    | 31         |
| 4        | Fernando Alonso   | Ferrari              | 1:26,565  | +0,340    | 26         |
| 5        | Valtteri Bottas   | Williams-Mercedes    | 1:26,758  | +0,533    | 34         |
| 6        | Jenson Button     | McLaren-Mercedes     | 1:26,762  | +0,537    | 34         |
| 7        | Sebastian Vettel  | Red Bull-Renault     | 1:26,762  | +0,537    | 27         |
| 8        | Kevin Magnussen   | McLaren-Mercedes     | 1:26,881  | +0,656    | 44         |
| 9        | Felipe Massa      | Williams-Mercedes    | 1:26,935  | +0,710    | 33         |
| 10       | Daniel Ricciardo  | Red Bull-Renault     | 1:26,992  | +0,767    | 37         |
| 11       | Sergio Pérez      | Force India-Mercedes | 1:27,079  | +0,854    | 42         |
| 12       | Nico Hülkenberg   | Force India-Mercedes | 1:27,227  | +1,002    | 39         |
| 13       | Danyiil Kvjat     | Toro Rosso-Renault   | 1:27,476  | +1,251    | 37         |
| 14       | Esteban Gutiérrez | Sauber-Ferrari       | 1:27,840  | +1,615    | 33         |
| 15       | Jean-Éric Vergne  | Toro Rosso-Renault   | 1:27,929  | +1,704    | 33         |
| 16       | Adrian Sutil      | Sauber-Ferrari       | 1:28,029  | +1,804    | 35         |
| 17       | Jules Bianchi     | Marussia-Ferrari     | 1:28,659  | +2,434    | 34         |
| 18       | Pastor Maldonado  | Lotus-Renault        | 1:28,700  | +2,475    | 42         |
| 19       | Max Chilton       | Marussia-Ferrari     | 1:28,786  | +2,561    | 29         |
| 20       | Romain Grosjean   | Lotus-Renault        | 1:29,085  | +2,860    | 29         |
| 21       | Kobajasi Kamui    | Caterham-Renault     | 1:29,178  | +2,953    | 32         |
| 22       | Marcus Ericsson   | Caterham-Renault     | 1:29,275  | +3,050    | 37         |

### Harmadik szabadedzés
Az olasz nagydíj harmadik szabadedzését szeptember 6-án, szombaton délelőtt tartották.
| helyezés | versenyző         | csapat/motor         | elért idő  | különbség | futott kör |
| -------- | ----------------- | -------------------- | ---------- | --------- | ---------- |
| 1        | Lewis Hamilton    | Mercedes             | 1:25,519   | −         | 23         |
| 2        | Fernando Alonso   | Ferrari              | 1:25,931   | +0,412    | 13         |
| 3        | Valtteri Bottas   | Williams-Mercedes    | 1:26,090   | +0,571    | 19         |
| 4        | Felipe Massa      | Williams-Mercedes    | 1:26,114   | +0,595    | 18         |
| 5        | Jenson Button     | McLaren-Mercedes     | 1:26,242   | +0,723    | 21         |
| 6        | Sebastian Vettel  | Red Bull-Renault     | 1:26,290   | +0,771    | 17         |
| 7        | Kimi Räikkönen    | Ferrari              | 1:26,327   | +0,808    | 15         |
| 8        | Danyiil Kvjat     | Toro Rosso-Renault   | 1:26,437   | +0,918    | 21         |
| 9        | Daniel Ricciardo  | Red Bull-Renault     | 1:26,482   | +0,963    | 16         |
| 10       | Nico Hülkenberg   | Force India-Mercedes | 1:26,608   | +1,089    | 17         |
| 11       | Kevin Magnussen   | McLaren-Mercedes     | 1:26,829   | +1,310    | 20         |
| 12       | Esteban Gutiérrez | Sauber-Ferrari       | 1:27,207   | +1,688    | 18         |
| 13       | Sergio Pérez      | Force India-Mercedes | 1:27,312   | +1,793    | 10         |
| 14       | Jean-Éric Vergne  | Toro Rosso-Renault   | 1:27,479   | +1,960    | 22         |
| 15       | Adrian Sutil      | Sauber-Ferrari       | 1:27,498   | +1,979    | 12         |
| 16       | Jules Bianchi     | Marussia-Ferrari     | 1:28,025   | +2,504    | 19         |
| 17       | Pastor Maldonado  | Lotus-Renault        | 1:28,137   | +2,618    | 20         |
| 18       | Kobajasi Kamui    | Caterham-Renault     | 1:28,265   | +2,746    | 21         |
| 19       | Romain Grosjean   | Lotus-Renault        | 1:28,459   | +2,940    | 14         |
| 20       | Max Chilton       | Marussia-Ferrari     | 1:28,579   | +3,060    | 19         |
| 21       | Marcus Ericsson   | Caterham-Renault     | 1:29,251   | +3,732    | 22         |
| 22       | Nico Rosberg      | Mercedes             | idő nélkül |           | 3          |

## Időmérő edzés
Az olasz nagydíj időmérő edzését szeptember 6-án, szombaton futották.
| helyezés              | rajtszám | versenyző         | csapat/motor         | 1. rész  | 2. rész  | 3. rész  | rajthely   | futott kör |
| --------------------- | -------- | ----------------- | -------------------- | -------- | -------- | -------- | ---------- | ---------- |
| 1                     | 44       | Lewis Hamilton    | Mercedes             | 1:25,363 | 1:24,560 | 1:24,109 | 1          | 20         |
| 2                     | 6        | Nico Rosberg      | Mercedes             | 1:25,493 | 1:24,600 | 1:24,383 | 2          | 19         |
| 3                     | 77       | Valtteri Bottas   | Williams-Mercedes    | 1:26,012 | 1:24,858 | 1:24,697 | 3          | 16         |
| 4                     | 19       | Felipe Massa      | Williams-Mercedes    | 1:25,528 | 1:25,046 | 1:24,865 | 4          | 17         |
| 5                     | 20       | Kevin Magnussen   | McLaren-Mercedes     | 1:26,337 | 1:25,973 | 1:25,314 | 5          | 18         |
| 6                     | 22       | Jenson Button     | McLaren-Mercedes     | 1:26,328 | 1:25,630 | 1:25,379 | 6          | 18         |
| 7                     | 14       | Fernando Alonso   | Ferrari              | 1:26,514 | 1:25,525 | 1:25,430 | 7          | 17         |
| 8                     | 1        | Sebastian Vettel  | Red Bull-Renault     | 1:26,631 | 1:25,769 | 1:25,436 | 8          | 18         |
| 9                     | 3        | Daniel Ricciardo  | Red Bull-Renault     | 1:26,721 | 1:25,946 | 1:25,709 | 9          | 17         |
| 10                    | 11       | Sergio Pérez      | Force India-Mercedes | 1:26,569 | 1:25,863 | 1:25,944 | 10         | 23         |
| 11                    | 26       | Danyiil Kvjat     | Toro Rosso-Renault   | 1:26,261 | 1:26,070 |          | 21[1]      | 16         |
| 12                    | 7        | Kimi Räikkönen    | Ferrari              | 1:26,689 | 1:26,110 |          | 11         | 13         |
| 13                    | 25       | Jean-Éric Vergne  | Toro Rosso-Renault   | 1:26,140 | 1:26,157 |          | 12         | 15         |
| 14                    | 27       | Nico Hülkenberg   | Force India-Mercedes | 1:26,371 | 1:26,279 |          | 13         | 18         |
| 15                    | 99       | Adrian Sutil      | Sauber-Ferrari       | 1:27,034 | 1:26,588 |          | 14         | 17         |
| 16                    | 21       | Esteban Gutiérrez | Sauber-Ferrari       | 1:26,999 | 1:26,692 |          | 15         | 17         |
| 17                    | 13       | Pastor Maldonado  | Lotus-Renault        | 1:27,520 |          |          | 16         | 8          |
| 18                    | 8        | Romain Grosjean   | Lotus-Renault        | 1:27,632 |          |          | 17         | 5          |
| 19                    | 10       | Kobajasi Kamui    | Caterham-Renault     | 1:27,671 |          |          | 18         | 9          |
| 20                    | 17       | Jules Bianchi     | Marussia-Ferrari     | 1:27,738 |          |          | 19         | 8          |
| 21                    | 4        | Max Chilton       | Marussia-Ferrari     | 1:28,247 |          |          | 20         | 8          |
| 22                    | 9        | Marcus Ericsson   | Caterham-Renault     | 1:28,562 |          |          | boxutca[2] | 9          |
| 107%-os idő: 1:31,338 |          |                   |                      |          |          |          |            |            |

Megjegyzés:
- ↑ 1:  — Danyiil Kvjat autójában erőforrást kellett cserélni, és mivel ezzel túllépte az engedélyezett évi keretet (maximum 5 erőforrás), ezért 10 rajthelyes büntetést kapott.[3]
- ↑ 2:  — Marcus Ericsson a harmadik szabadedzésen figyelmen kívül hagyta a sárga zászlót, ezért a boxutcából kellett rajtolnia.[4]

## Futam
Az olasz nagydíj futama szeptember 7-én, vasárnap rajtolt.
| helyezés | rajtszám | versenyző         | csapat/motor         | futott kör | idő/kiesés oka | rajthely | pont |
| -------- | -------- | ----------------- | -------------------- | ---------- | -------------- | -------- | ---- |
| 1        | 44       | Lewis Hamilton    | Mercedes             | 53         | 1:19:10,236    | 1        | 25   |
| 2        | 6        | Nico Rosberg      | Mercedes             | 53         | +3,175         | 2        | 18   |
| 3        | 19       | Felipe Massa      | Williams-Mercedes    | 53         | +25,026        | 4        | 15   |
| 4        | 77       | Valtteri Bottas   | Williams-Mercedes    | 53         | +40,786        | 3        | 12   |
| 5        | 3        | Daniel Ricciardo  | Red Bull-Renault     | 53         | +50,309        | 9        | 10   |
| 6        | 1        | Sebastian Vettel  | Red Bull-Renault     | 53         | +59,965        | 8        | 8    |
| 7        | 11       | Sergio Pérez      | Force India-Mercedes | 53         | +1:02,518      | 10       | 6    |
| 8        | 22       | Jenson Button     | McLaren-Mercedes     | 53         | +1:03,063      | 6        | 4    |
| 9        | 7        | Kimi Räikkönen    | Ferrari              | 53         | +1:03,535      | 11       | 2    |
| 10[1]    | 20       | Kevin Magnussen   | McLaren-Mercedes     | 53         | +1:06,171      | 5        | 1    |
| 11       | 26       | Danyiil Kvjat     | Toro Rosso-Renault   | 53         | +1:11,184      | 21       |      |
| 12       | 27       | Nico Hülkenberg   | Force India-Mercedes | 53         | +1:12,606      | 13       |      |
| 13       | 25       | Jean-Éric Vergne  | Toro Rosso-Renault   | 53         | +1:13,093      | 12       |      |
| 14       | 13       | Pastor Maldonado  | Lotus-Renault        | 52         | +1 kör         | 16       |      |
| 15       | 99       | Adrian Sutil      | Sauber-Ferrari       | 52         | +1 kör         | 14       |      |
| 16       | 8        | Romain Grosjean   | Lotus-Renault        | 52         | +1 kör         | 17       |      |
| 17       | 10       | Kobajasi Kamui    | Caterham-Renault     | 52         | +1 kör         | 18       |      |
| 18       | 17       | Jules Bianchi     | Marussia-Ferrari     | 52         | +1 kör         | 19       |      |
| 19       | 9        | Marcus Ericsson   | Caterham-Renault     | 51         | +2 kör         | 22       |      |
| 20[2]    | 21       | Esteban Gutiérrez | Sauber-Ferrari       | 51         | +2 kör         | 15       |      |
| ki       | 14       | Fernando Alonso   | Ferrari              | 28         | erőforrás      | 7        |      |
| ki       | 4        | Max Chilton       | Marussia-Ferrari     | 5          | baleset        | 20       |      |

Megjegyzés:
- ↑ 1:  — Kevin Magnussen hetedikként ért célba, de utólag 5 másodperces időbüntetést kapott Valtteri Bottas leszorításáért.
- ↑ 2:  — Esteban Gutiérrez a 19. helyen ért célba, de utólag 5 másodperces időbüntetést kapott, mert balesetet okozott.[5]

## A világbajnokság állása a verseny után
| H   | Versenyzők       | Pont | H   | Konstruktőrök        | Pont |
| --- | ---------------- | ---- | --- | -------------------- | ---- |
| 1.  | Nico Rosberg     | 238  | 1.  | Mercedes             | 454  |
| 2.  | Lewis Hamilton   | 216  | 2.  | Red Bull-Renault     | 272  |
| 3.  | Daniel Ricciardo | 166  | 3.  | Williams-Mercedes    | 177  |
| 4.  | Valtteri Bottas  | 122  | 4.  | Ferrari              | 162  |
| 5.  | Fernando Alonso  | 121  | 5.  | McLaren-Mercedes     | 110  |
| 6.  | Sebastian Vettel | 106  | 6.  | Force India-Mercedes | 109  |
| 7.  | Jenson Button    | 72   | 7.  | Toro Rosso-Renault   | 19   |
| 8.  | Nico Hülkenberg  | 70   | 8.  | Lotus-Renault        | 8    |
| 9.  | Felipe Massa     | 55   | 9.  | Marussia-Ferrari     | 2    |
| 10. | Kimi Räikkönen   | 41   | 10. | Sauber-Ferrari       | 0    |

(A teljes táblázat)

## Statisztikák
- Vezető helyen:
  - Nico Rosberg: 26 kör (1-23) és (26-28)
  - Lewis Hamilton: 27 kör (24-25) és (29-53)
- Lewis Hamilton 28. győzelme, 36. pole-pozíciója és 17. leggyorsabb köre.
- A Mercedes 23. győzelme.
- Lewis Hamilton 64., Nico Rosberg 22., Felipe Massa 37. dobogós helyezése.